# ان‌جی‌سی ۵۳
ان‌جی‌سی ۵۳ (به انگلیسی: NGC 53) یک کهکشان مارپیچی با قدر ظاهری ۱۲٫۶ است که در صورت فلکی توکان قرار دارد.